# Водоканал Новосибирска
МУП г. Новосибирска «Горводоканал» — муниципальное унитарное предприятие, обеспечивающее услугами водоснабжения и водоотведения город Новосибирск.

## История

### Водопровод
В начале XX века в Новониколаевске не было централизованного водоснабжения и канализации. Вода отбиралась в установленных местах на Оби и Каменке, на 5 родниках и 5 колодцах, и доставлялась водовозами в бочках.
Первым объектом водохозяйственного назначения стала водонапорная башня № 1, построенная в 1894 году между вокзалом станции Обь и депо, и водоподъемное здание на берегу реки Оби напротив станции. В 1897 году водонапорная башня № 2 на железнодорожной станции Обь (ныне Новосибирск-Главный), а в 1912-м — водонапорная башня № 2.
Первый проект общегородского водопровода предложен в 1906 году инженером Готлибом, но не был реализован.
Строительство централизованной системы снабжения Новосибирска началось в 1927 году. Весь комплекс сооружений был торжественно открыт в феврале 1929 года, а в мае полностью введён в эксплуатацию.
Забор воды производится из Оби на двух водозаборах на правом берегу и одном на левом. В сутки отбирается около 900 тысяч кубометров воды.
Подготовка и подача воды в водопроводную сеть города осуществляется 2 насосно-фильтровальными станциями: №1  и №5.
Строительство водопроводного комплекса НФС-5 велось в три этапа с 1963 по 1979 год. Сооружения вводились в эксплуатацию блоками производительностью 200 тыс. м³ в сутки, каждый из которых состоял из четырех фильтров. НФС-5 подает 450 тыс. м³ воды в сутки, снабжая правобережную часть Новосибирска, Академгородок, наукоград Кольцово, поселок Пашино и некоторые пригородные зоны. Кроме того, часть воды по трубопроводам подается на левый берег.

### Канализация
В 1926 году началось строительство главного канализационного коллектора. Первую очистительную станцию построили летом 1928 года. Очистные сооружения состояли из песколовки, эмшерского колодца (нем.), отстойника, иловых площадок и дезинфекционного бассейна для обработки стоков хлоркой. Все ливневые воды удалялись стоками через лотки.
В декабре 1980 г. были запущены очистные сооружения канализации. В сентябре 1990 года запущена вторая очередь очистных сооружений с циклом механической и биологической очистки в Кудряшах, после чего сброс канализационных вод в Обь прекратился полностью.